# Iermóixikha
Iermóixikha (en rus: Ермошиха) és un poble del krai de l'Altai, a Rússia, que el 2016 tenia 150 habitants. Pertany al districte de Lóktevski.